# Ernest Moreau de Melen
Ernest Marie Eugène Adolphe Moreau de Melen (* 20. Februar 1879; † 17. Januar 1968) war ein belgischer Fußballspieler.

## Karriere

### Verein
Moreau spielte während seiner Vereinskarriere beim RFC Lüttich.

### Nationalmannschaft
Er war im Jahre 1900 als Mitglied des Fußballclubs der Université libre de Bruxelles Teilnehmer der Olympischen Sommerspiele in Paris. Im Turnier spielte er beim einzigen Spiel der Mannschaft gegen die französische Mannschaft. Am Ende belegte seine Mannschaft den 3. Platz. Außerdem spielte er im Jahr 1905 ein Freundschaftsspiel gegen Frankreich.